# Religion in Island
Die Religion in Island ist seit der Einführung des Christentums durch das Althing im Jahre 1000 hauptsächlich christlich geprägt. Mit Stand von 2019 gehörten 64 Prozent der isländischen Bevölkerung der evangelisch-lutherischen Isländischen Staatskirche an. Die Mitgliederzahl lutherischer Freikirchen, anderer christlicher Konfessionen und nichtchristlicher Glaubensgemeinschaften ist in den letzten Jahren gestiegen.

## Heutige Situation

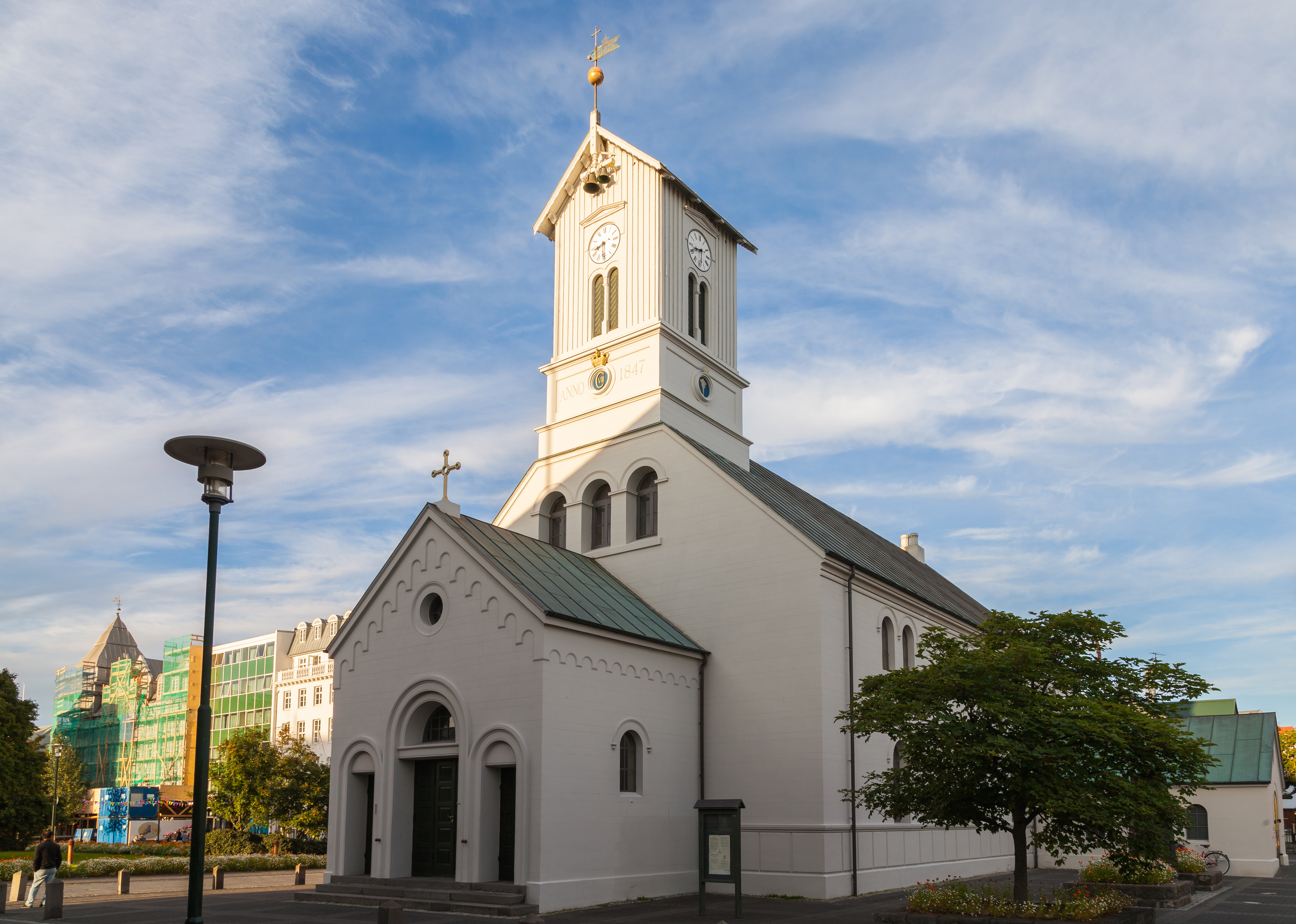
Dómkirkja in Reykjavík, die evangelisch-lutherische Bischofskirche.

Die Verfassung der Republik Island garantiert die Religionsfreiheit. Sie benennt die evangelisch-lutherische Kirche als isländische Staatskirche, die vom Staat unterstützt und geschützt wird. Während dieser 1994 noch 96 % der Einwohner Islands angehörten, waren es am 1. Januar 2017 noch 67,2 %. Oberhaupt der isländischen Staatskirche ist der Bischof bzw. die Bischöfin von Island. Mit Agnes M. Sigurðardóttir hatte seit 2012 erstmals eine Frau dieses Amt inne. 2019 waren  64 % der Bevölkerung Islands Mitglieder der Staatskirche, die isländische römisch-katholische Kirche hatte 14.400 Mitglieder (4 % der Einwohner Islands).
Verschiedenen lutherischen Freikirchen gehörten am 1. Januar 2017 zusammen 5,7 % der Bevölkerung an. Die im Ásatrúarfélagið organisierte, seit 1972 anerkannte neuheidnische Religion machte 1,2 % aus. Es folgten mit 0,7 % Siðmennt, eine nichtreligiöse, der Internationalen Humanistischen und Ethischen Union angeschlossene Organisation, die den Glaubensgemeinschaften rechtlich gleichgestellt ist, 0,6 % gehörten der Pfingstkirche an und 0,3 % waren Buddhisten. Darüber hinaus gibt es Jehovas Zeugen (0,2 %) und zwei verschiedene muslimische Gemeinschaften mit zusammen 0,3 %. 11,3 % der Bevölkerung gehörten 2017 einer anderen (nicht staatlich registrierten) Glaubensgemeinschaft an oder machten keine Angaben. 6,7 % gehörten keiner Glaubensgemeinschaft an.
Eine registrierte jüdische Gemeinschaft (Menningarfélag gyðinga) gibt es in Island erst seit März 2021. Mit Stand vom 1. Oktober 2021 hatte diese Gemeinschaft 38 Mitglieder. Die israelische Zeitung Haaretz berichtete 2011 in ihrem Online-Portal, dass weniger als hundert Juden in Island lebten, die meisten davon in der Hauptstadt Reykjavík. Über die Wünschbarkeit einer staatlichen Registrierung als Glaubensgemeinschaft wurde damals diskutiert. Vertreter der chassidischen Bewegung Chabad haben 2018 ein jüdisches Zentrum mit Synagoge in Reykjavík eröffnet.
In einer 2012 von WIN/GIA durchgeführten Umfrage zu Religiosität und Atheismus weltweit teilt sich Island zusammen mit Österreich, Australien und Irland den 10. Platz in einer Rangliste der Länder mit wesentlich atheistischem Bevölkerungsanteil. In diesen vier Ländern hatten sich in der Umfrage jeweils 10 % der Befragten als „überzeugte Atheisten“ bezeichnet. 57 % der befragten Isländer bezeichneten sich als „religiös“, 31 % als „nicht religiös“ und 2 % beantworteten die Frage nicht oder waren sich nicht sicher. Noch in einer Umfrage von 2005 hatten sich 74 % als „religiös“ bezeichnet.
Die isländische Form einer Kirchensteuer, das sogenannte „Gemeinde-Entgelt“ (sóknargjald), wird von der Einkommensteuer abgezogen und geht an die staatlich anerkannte religiöse Gemeinschaft oder weltlich-humanistische Gruppierung, als deren Mitglied die Person registriert ist. Eine 2013 unter dem Namen Zuism registrierte Glaubensgemeinschaft zur Ausübung der sumerischen Religion in Island blieb zunächst bedeutungslos, verzeichnete jedoch Ende 2015 durch eine Ausrichtung als Protestbewegung gegen dieses „Gemeinde-Entgelt“ und das Versprechen an ihre Mitglieder, dass das Entgelt zurückerstattet werde, einen starken Zuwachs. Die zuistische Bewegung gehörte nun zu den größeren Religionsgemeinschaften Islands und hatte am 1. Dezember 2015 mit knapp 3000 Mitgliedern auch das Ásatrúarfélagið als bis dahin sechstgrößte Gemeinschaft überrundet. Der Mitgliederzulauf hielt im Dezember 2015 an, wodurch sich bereits nahezu ein Prozent der isländischen Bevölkerung zum Zuismus bekannte. 2017 gehörten nurmehr 0,6 % der Bevölkerung dem Zuismus an (1.900 Personen). Nach internen Konflikten, Rechtsstreitigkeiten und 2019 auch der (nicht umgesetzten) Ankündigung, dass die Gemeinschaft aufgelöst werde, hatten die Zúistar im Oktober 2021 nur noch 691 Mitglieder.
Das isländische Strafrecht sah Geldstrafen oder bis zu drei Monate Haft vor für die „Verhöhnung oder Beleidigung des Dogmas oder Glaubens einer rechtmäßig existierenden Religionsgemeinschaft“. Verbale oder körperliche Attacken auf eine Person oder Gruppe aufgrund ihrer Religion können ebenfalls mit Geldstrafen oder bis zu zwei Jahren Haft geahndet werden. Am 2. Juli 2015 hat das Parlament Althing auf Vorschlag der isländischen Piratenpartei Píratar beschlossen, die Strafbarkeit von Blasphemie abzuschaffen. Von den 63 Abgeordneten gaben 44 eine Stimme ab, davon nur eine Nein-Stimme. Dies ergab eine Annahme mit 68,3 % der Stimmen bzw. 97,7 % ohne Abwesende und Enthaltungen.

## Geschichte

### Heidentum und Christianisierung

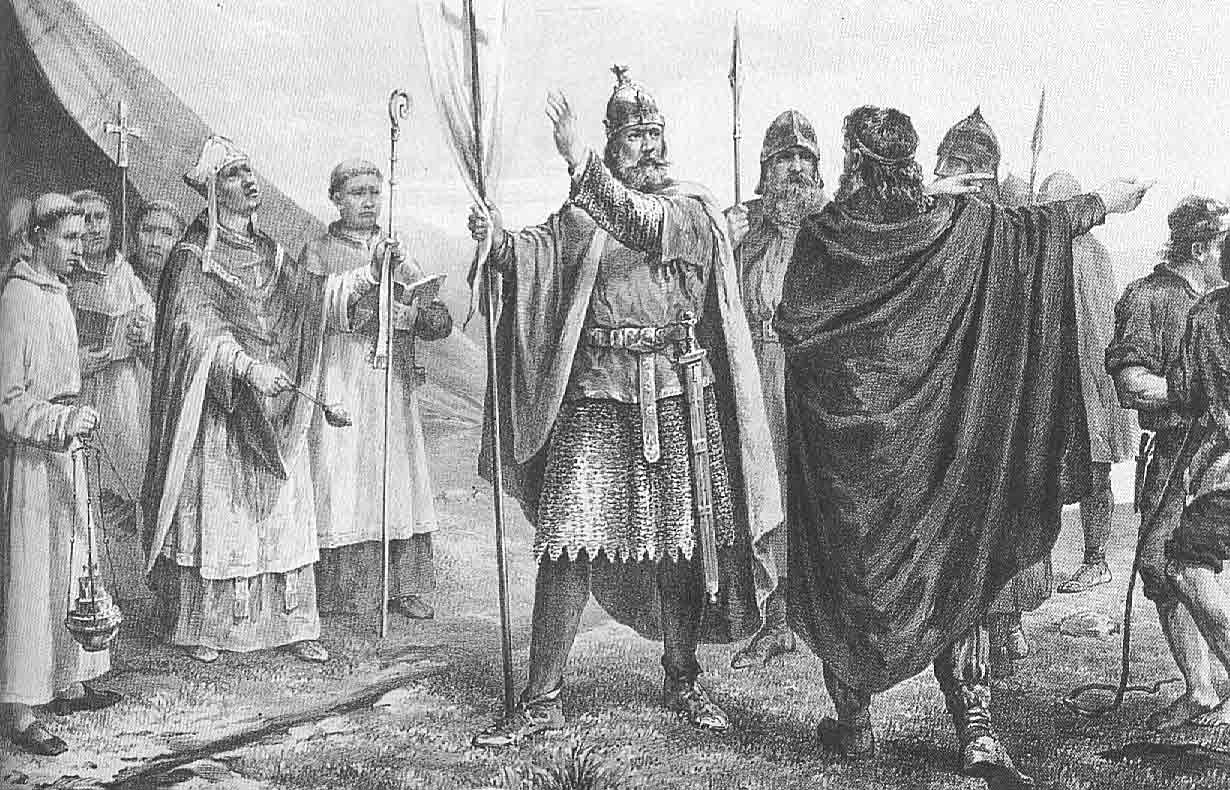
„Olav Tryggvasons Ankunft in Norwegen“, Fantasiedarstellung des 19. Jahrhunderts von Peter Nicolai Arbo.

Die dauerhafte Besiedlung Islands begann durch norwegische Wikinger in den 870er Jahren. Traditionell als erster Siedler gilt Ingólfur Arnarson, ein überzeugter Anhänger der nordgermanischen Religion. Nach dem Íslendingabók sollen sich zur Zeit der Ankunft der Wikinger irische Mönche, genannt papar, in Island aufgehalten haben. Sollte dies zutreffen, verließen die Mönche die Insel jedenfalls schnell oder wurden vertrieben. Unter den ersten Siedlern befanden sich jedoch auch Christen, Personen, die sich mit beiden Religionen arrangiert hatten, sowie erklärt Irreligiöse, die „götterlos“ (goðlauss) genannt wurden.
Nach der Gründung des isländischen Freistaats um 930 schwanden Einflüsse des Christentums zunächst und Island blieb bis zum Ende des 10. Jahrhunderts vorwiegend heidnisch. Der sächsische Bischof Friedrich missionierte zwischen 981 und 986 zusammen mit seinem isländischen Assistenten Þorvaldur Koðránsson mit einigem Erfolg, doch mussten die beiden das Land verlassen, nachdem Þorvaldur mehrere Morde begangen hatte. Der getaufte norwegische König Olav I. Tryggvason, der von 995 bis 1000 regierte, sandte nach der Christianisierung Norwegens Missionare auch nach Island aus und drängte auf eine allgemeine Annahme des Christentums, zwischenzeitlich auch mit Gewaltandrohungen. So drohte Olav damit, alle Isländer in Norwegen töten zu lassen, nachdem ihm der aus Island zurückgekehrte Missionar Þangbrandr (Thangbrand) mitgeteilt hatte, dass wenig Aussicht auf eine Christianisierung des Landes bestehe. Þangbrandr war es zwar gelungen, einige isländische Häuptlinge zu taufen, musste das Land jedoch verlassen, nachdem er Morde an Leuten begangen hatte, die ihm widersprochen hatten.
Die christlichen Häuptlinge Gissur Teitsson, genannt „Der Weiße“, und Hjalti Skeggiason konnten Olav beruhigen und versprachen ihm eine baldige Einführung des Christentums in Island. Sie kehrten im Jahre 1000 zum Althing nach Island zurück. Zunächst konnte dort keine Einigkeit in der Religionsfrage hergestellt werden; um einen Religionskrieg zu vermeiden, einigten sich die gegnerischen Lager darauf, den Gesetzessprecher Þorgeir Ljósvetningagoði Þorkelsson zum Vermittler zu ernennen und seinem Spruch zu folgen. Þorgeir urteilte, dass das Christentum angenommen und alle Isländer getauft werden sollten, dass es aber auch erlaubt bleiben solle, den alten Göttern im Stillen zu dienen. Dieser Urteilsspruch wurde von den Teilnehmern des Althing anerkannt. Damit verlief die Christianisierung Islands weitgehend friedlich und unblutig, was vom Historiker Jón R. Hjálmarsson als „nahezu einzigartiges historisches Ereignis“ bewertet wird. Im Gegensatz zu Norwegen kam es in Island nach dem Tode von Olav Tryggvason in der Seeschlacht von Svold am 9. September 1000 zu keinem Aufleben des Heidentums. Die Mediävistin Jenny Jochens schreibt dazu, dass die Isländer anscheinend gewillt waren, sich an ihren einmal gefassten Entschluss zu halten.

### Nach der Gründung der Bistümer Skálholt und Hólar
Als erster isländischer Bischof wurde im Jahre 1056 Ísleifur Gissurarson in Bremen geweiht. Zum Bischofssitz wählte man Skálholt im Süden der Insel. Zunächst waren allerdings weiterhin kirchliche und weltliche Macht meist in denselben Händen vereint, die Häuptlinge waren auch gleichzeitig christliche Priester geworden. Damit wurde auch die Kirche in Island lange zu keiner eigenständigen Macht im Lande, sondern unterstand immer den Landesgesetzen. 1096/97 wurde ein Kirchenzehnt eingeführt, 1106 das zweite Bistum in Hólar gegründet. In den folgenden Jahren gewöhnten sich die Isländer sehr schnell an das Christentum und man baute zahlreiche Kirchen. Im 12. Jahrhundert wurde außerdem eine ganze Anzahl von Klöstern gegründet, die mit den angeschlossenen Schulen zur Volksbildung beitrugen.
Zur Zeit der norwegischen Herrschaft ab 1262 wuchs die Macht der Kirche. Im Jahre 1275 hatte der Bischof von Skálholt, Árni Þórlaksson, ein eigenes kanonisches Recht eingeführt. Der Kirchenzehnte floss von nun an der Kirche selbst zu, ab 1297 gingen alle Güter, auf denen Kirchen errichtet wurden, in den Besitz der Mutterkirche über, so dass diese über die Jahrhunderte beträchtlichen Reichtum und Grundbesitz erwarb. Im 16. Jahrhundert gehörte ihr beinahe die Hälfte des isländischen Grundbesitzes. Als Bischöfe wurden von Rom beziehungsweise Norwegen aus häufig Ausländer eingesetzt.

### Reformation

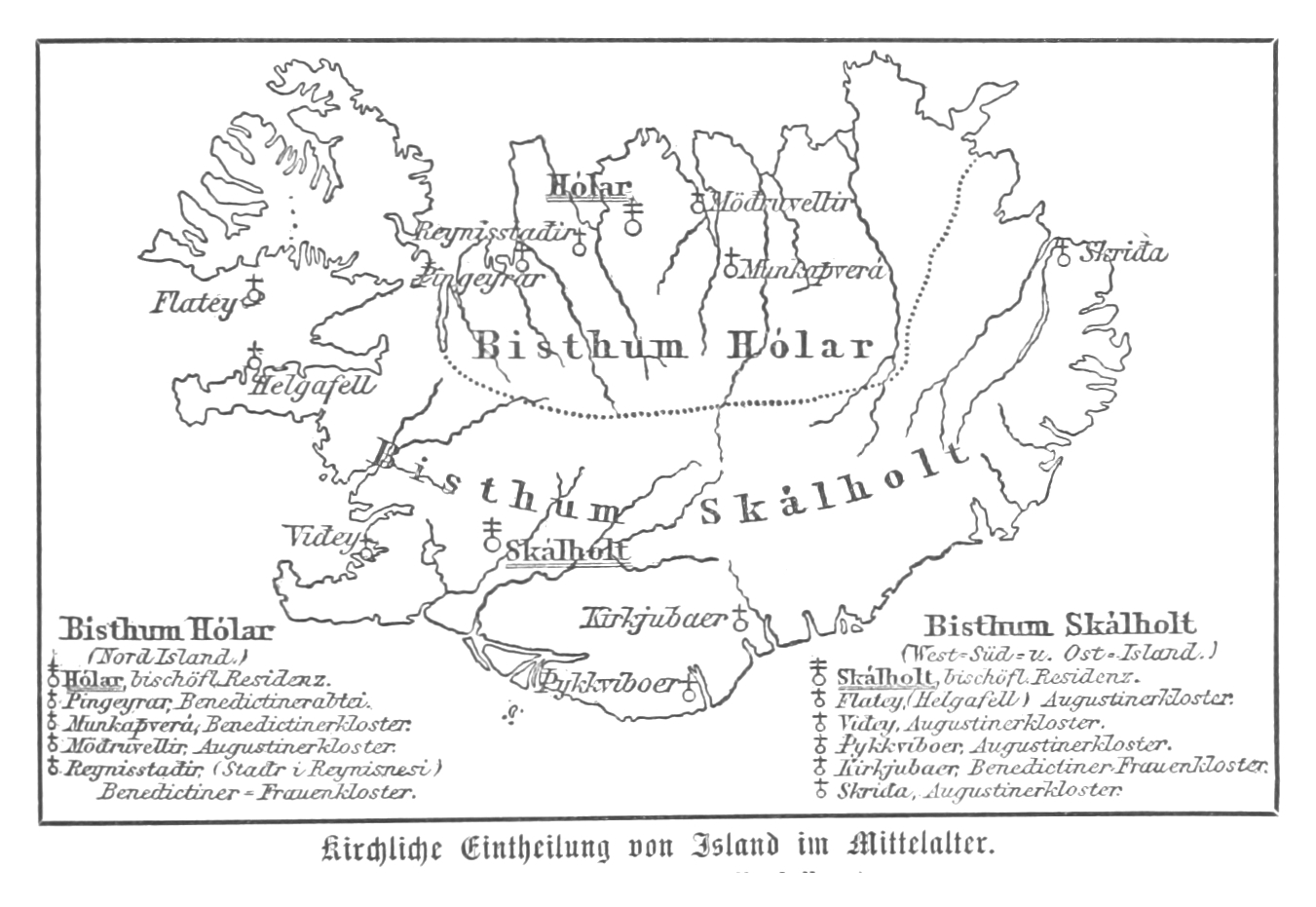
Bistümer und Klöster Islands vor der Reformation.

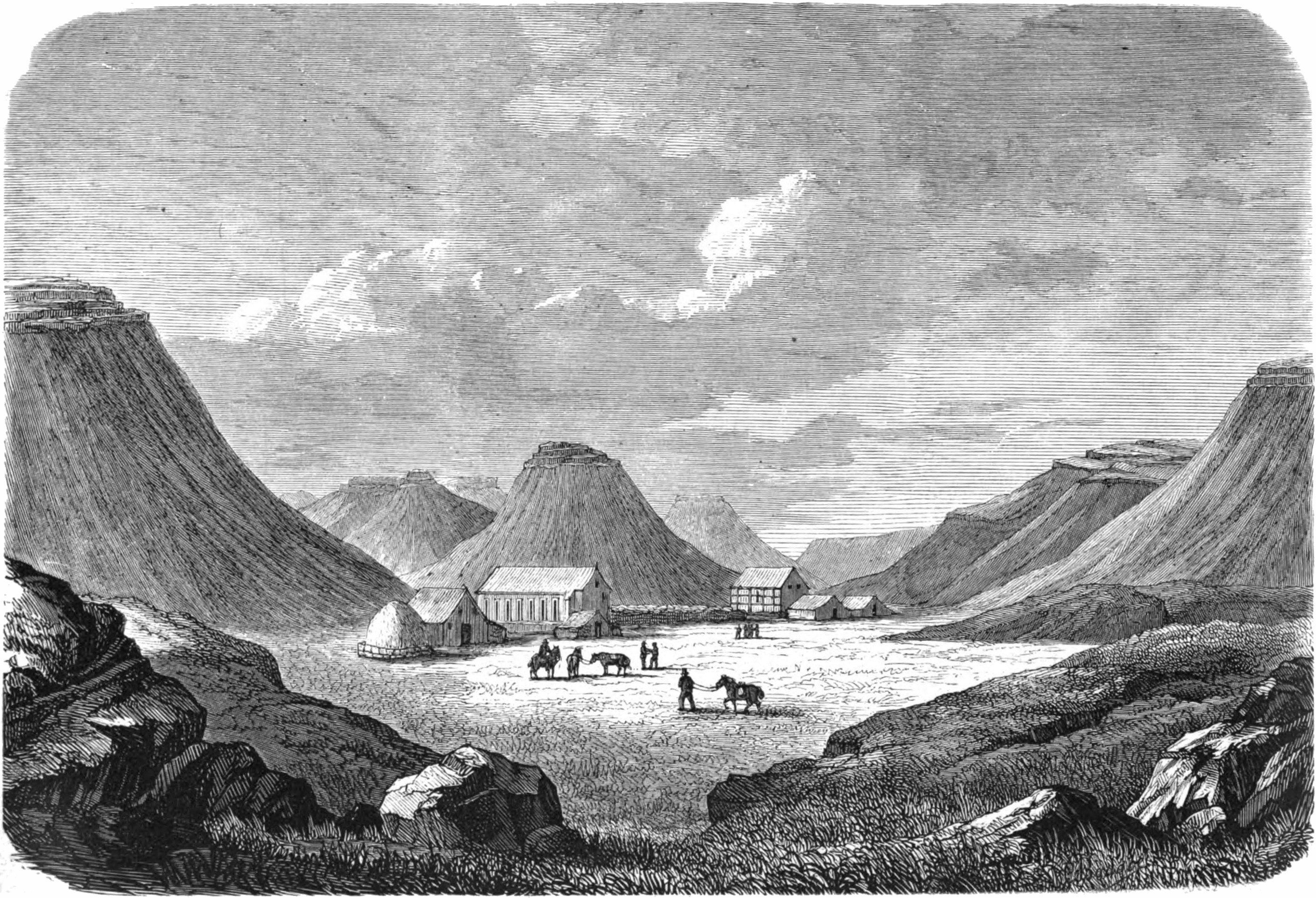
Hólar, Darstellung von 1870.

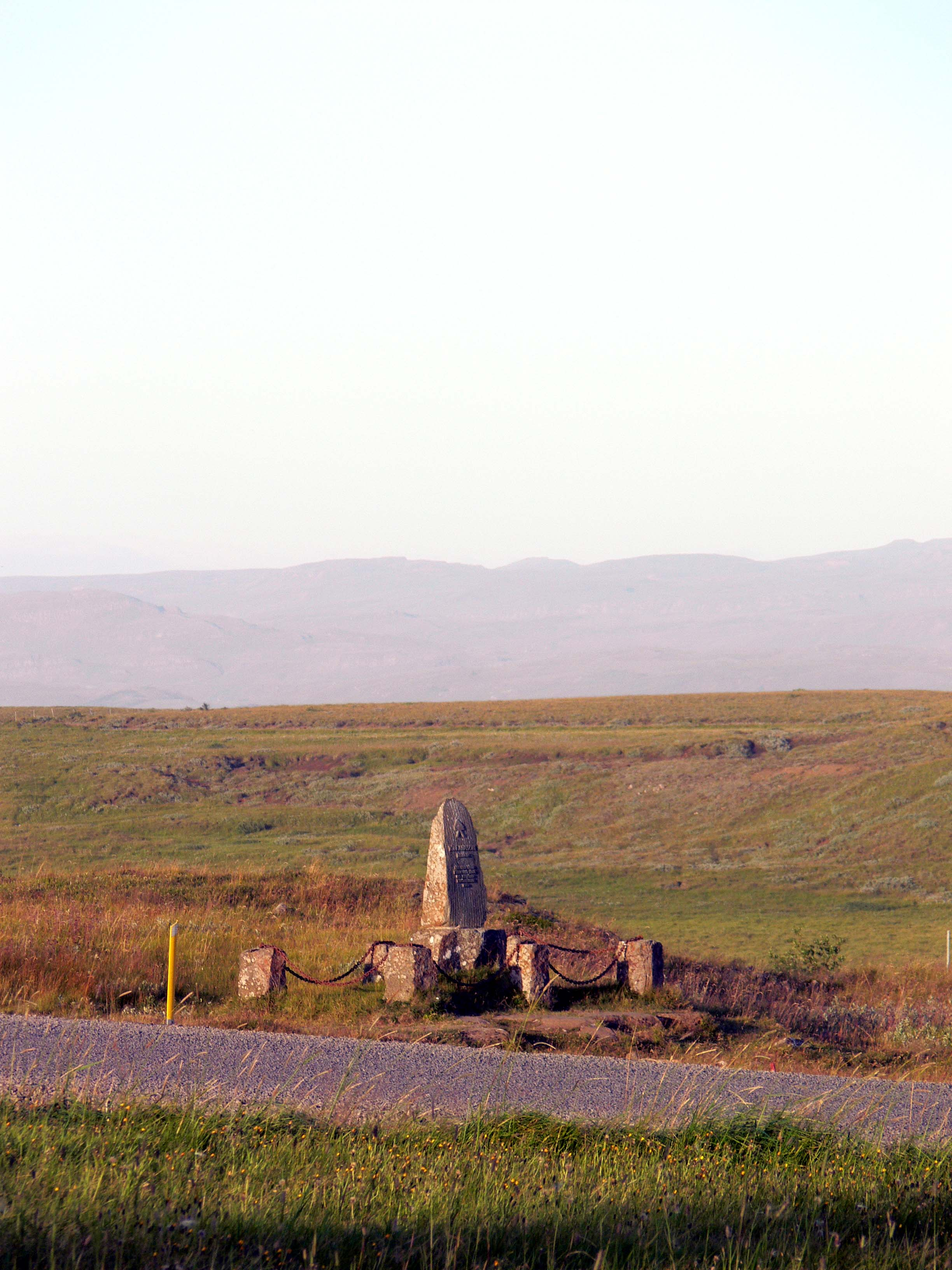
Gedenkstein für Jón Arason an seiner Hinrichtungsstätte in Skálholt.

Die Reformation in Island wird in der neueren Forschung als eine „Revolution von oben“ bezeichnet. In Hafnarfjörður fanden um 1537 lutherische Gottesdienste in einer Kirche statt, die Hamburger Händler gebaut hatten. Am Bischofssitz Skálholt hielten sich vier Lutheraner auf, unter ihnen Oddur Gottskálksson, dessen Übersetzung der Bibel das älteste erhaltene gedruckte Buch in isländischer Sprache ist, und der spätere lutherische Bischof Gissur Einarsson. Eine protestantische Bewegung existierte in Island jedoch nicht.
Der dänisch-norwegische König Christian III., ein glühender Lutheraner, sandte 1537 oder 1538 eine protestantische Kirchenordnung nach Island. Ögmundur Pálsson und Jón Arason, die Bischöfe der beiden katholischen Bistümer Islands, Skálholt und Hólar, reagierten ablehnend. Ögmundur, der Bischof von Skálholt, ließ in den Kirchen seiner Diözese einen Hirtenbrief verlesen, in dem er vor Luthers Lehren warnte und ihren Anhängern mit der Exkommunikation drohte. 1539 stürmte der Statthalter des dänischen Gouverneurs Klaus von Merwitz, Dietrich von Minden (isländisch Diðrik af Minden), das Kloster Viðey und beschlagnahmte seinen Besitz im Namen des Königs. Im August desselben Jahres ritt Dietrich mit zehn Männern in der Absicht aus, auch die Klöster von Kirkjubær und Þykkvibær einzunehmen. Um Bischof Ögmundur zu reizen, machten sie dabei einen Umweg über Skálholt, wo sie mit Speisen und Bier bewirtet wurden. Obwohl sie vom Bischof gewarnt worden waren, blieben sie am folgenden Tag noch in Skálholt, wo sie von Bauern aus der Nachbarschaft angegriffen und bis auf einen zwölfjährigen Knaben alle getötet wurden. Herbeigerufen hatte die Bauern der Verwalter von Skálholt. Wenig später wurde auch Viðey wieder von Isländern zurückerobert, wobei vier weitere Leute des dänischen Königs getötet wurden, die aus Dänemark oder Deutschland stammten. Damit war zunächst die ganze dänische Verwaltung in Island ausgelöscht.
Bischof Ögmundur, alt und fast erblindet, hatte Gissur Einarsson zu seinem Nachfolger erkoren, wobei ungewiss ist, ob er von Gissurs Neigung zum Protestantismus wusste. Während Jón R. Hjalmarsson in seiner Geschichte Islands (1994) schreibt, dass Gissur gegenüber seinem Wohltäter, „der ihn für einen strengen Katholiken hielt, mit gezinkten Karten“ gespielt habe, sieht Gunnar Karlsson (2000) es auch als möglich an, dass Ögmundur kurzzeitig versucht war, sich der königlichen Macht zu beugen. Gissur war von Ögmundur noch vor den Morden von Skálholt zur Weihe nach Kopenhagen geschickt worden. Der König schickte Gissur nach Island zurück, noch nicht zum protestantischen Bischof geweiht, aber für das Bischofsamt bestimmt. Ögmundur zog sich ins Haukadalur zurück und Gissur übernahm den Bischofssitz Skálholt. Im Winter 1540/1541 besann sich Ögmundur anders und versuchte, Gissur loszuwerden, der sich 1540 vor dem Althing erfolglos für die lutherische Religion eingesetzt hatte. Ögmundur schrieb einen Brief an den Bischof von Hólar, Jón Arason, worin er sich über Gissur beschwerte und den Vorschlag machte, einen Priesterrat einzuberufen, um über ihn zu urteilen. Der Brief gelangte in Gissurs Hände. Als im Mai 1541 ein dänisches Schiff in Island eintraf und die königliche Herrschaft wiederherstellte, ließ Gissur seinen Vorgänger von den Männern des Kapitäns verhaften, die ihn daraufhin nach Dänemark brachten. Ögmundurs Vermögen wurde von der dänischen Krone beschlagnahmt. Nach widersprüchlichen Angaben in den Quellen starb er entweder schon auf der Reise nach Dänemark oder lebte dort noch einige Jahre.
Gissur Einarsson konnte in der Diözese Skálholt nun ungehindert den lutherischen Glauben einführen, wobei er vorsichtig und schrittweise vorging. In Hólar in Nordisland residierte jedoch immer noch der katholische Bischof Jón Arason und wurde in seinem Bistum weder von Männern des dänischen Königs noch von Gissur behelligt. Es scheint eine Art Abkommen zwischen den beiden Bischöfen bestanden zu haben, den Frieden zu wahren. Zum Konflikt kam es erst wieder nach dem Tode von Gissur Einarsson 1548. Jón Arason widersetzte sich der Wahl von Marteinn Einarsson zum Bischof von Skálholt und ließ von vierundzwanzig Priestern einen Abt zum Bischof wählen, wobei er sich selbst als Administrator einsetzte. Jón Arason ließ Hólar festungsartig ausbauen und setzte Marteinn Einarsson dort gefangen.
1549 beauftragte König Christian III. den Verwaltungsbeamten Daði Guðmundsson, einen Schwager von Marteinn Einarsson, Jón Arason gefangen zu nehmen, der inzwischen der einzige katholische Bischof in den nordischen Ländern war. Daði machte jedoch zunächst keine Anstalten, diesem Befehl nachzukommen. Jón Arason wurde nicht gefangen genommen und konnte seine Macht noch stark ausdehnen: Nachdem er im Sommer 1550 Skálholt gewaltsam eingenommen hatte, wobei er die Gebeine von Bischof Gissur ausgraben und in eine Grube werfen ließ, erreichte er, dass ihn das Althing zum Herrn über Skálholt erklärte. Anschließend stellte er auch die Klöster von Viðey und vom Helgafell wieder her. Jón Arason hatte sich damit angesichts einer schwachen königlichen Verwaltung zum faktischen Herrscher von Island aufgeschwungen.
Jón Arasons Herrschaft war von kurzer Dauer. Im Herbst 1550 ritt er mit bewaffneten Männern nach Westisland, um Daði Guðmundsson zu unterwerfen. Dessen Truppen erwiesen sich jedoch als überlegen und der Bischof wurde gefangen genommen, zusammen mit seinen Söhnen Ari und Björn (er hatte mehrere Kinder mit Helga Sigurðardóttir). Eigentlich sollten der Bischof und seine Söhne bis zu einer Entscheidung des Althings 1551 in Skálholt gefangen bleiben. Ihre Bewacher fürchteten jedoch, dass nordisländische Anhänger von Jón Arason sie befreien könnten, und so enthaupteten sie alle drei am 7. November 1550. Im Sommer 1551 erreichten zwei dänische Kriegsschiffe mit 300 Mann Besatzung Island, die vom König noch zum Kampf gegen die Rebellen entsandt worden waren, bevor die Nachricht vom Tode Jón Arasons Kopenhagen erreicht hatte. Der Bischof und seine Söhne wurden nachträglich als Verräter zum Tode verurteilt, ihre Güter beschlagnahmt, und die Reformation in Island durchgesetzt. Seitdem spielt der Katholizismus auf Island keine wesentliche Rolle mehr.
Nach dem Erlass von Christian IV. gegen Hexerei im Jahr 1617 kam es auch in Island zu Verfolgungen von vermeintlichen Hexen und Magiern, denen zum Beispiel  Jón Guðmundsson der Weise nur knapp entging. 1654 bis 1690 kam es zu einer neuen Verfolgungswelle, der fast ausschließlich Männer zum Opfer fielen.
Durch das Königsgesetz von 1661 wurde der Absolutismus in Dänemark und damit auch in Island eingeführt und in Art. 6 die Oberhoheit des Königs über die Geistlichkeit und die Gottesdienste festgeschrieben. Das Gesetz Christians V. von 1683 (Danske Lov) wiederholte diese absolute Oberhoheit des Königs über die Kirche gleich im 1. Buch, 1. Kapitel. Als Glaubensinhalt wurden die Heilige Schrift, das Apostolische Glaubensbekenntnis, das Nicänische und Athanasische Glaubensbekenntnis, das Augsburger Bekenntnis und der Kleine Katechismus Luthers festgeschrieben. Katholiken („Papisten“) verloren das Erbrecht und mussten das Reich verlassen. Mönchen, Jesuiten und „Papisten“ war der Aufenthalt bei Todesstrafe verboten.

### Entstehung der Isländischen Staatskirche
1797 wurde als Folge schwerer Erdbebenschäden am Bischofssitz in Skálholt und einer allgemeinen Straffung der Verwaltung der Sitz nach Reykjavík verlegt, im Jahr 1800 wurde der Bischofssitz in Hólar aufgelöst. Erster Bischof von ganz Island wurde per Anweisung des Königs im November 1801 Geir Vídalín, das Bistum zählte zur Dänischen Staatskirche. 
Isländer, die in Kopenhagen studiert hatten, brachten in der ersten Hälfte des Jahrhunderts die in Festlandseuropa zu dieser Zeit sehr verbreiteten Ideen des Nationalismus nach Island, die dort schnell Fuß fassten.  König Christian VIII. schlug 1840 vor, eine besondere ratgebende Versammlung auf Island zu gründen, und 1845 konstituierte sich das neu gegründete Parlament, das Althing, in Reykjavík. Die dänische Verfassung von 1849 beseitigte die Kirchenleitung durch den König und führte auch in Island die Religionsfreiheit ein. 
Die isländische Verfassung von 1874 gewährte die vollständige Religionsfreiheit in Island. Sie bestätigte aber die evangelisch-lutherische Kirche als isländische Staatskirche, die sich zunehmend von der Dänischen Staatskirche emanzipierte. Dies insbesondere ab 1918, als Island nur noch lose durch Realunion mit Dänemark unter Christian X. verbunden war.
Die größte Kirche Islands, die Hallgrímskirkja, wurde zwischen 1929 und 1986 in Reykjavík errichtet. Die Isländische Staatskirche wurde nach dem Zweiten Weltkrieg, der auch die Unabhängigkeit Islands brachte, Mitglied im Lutherischen Weltbund und der Gemeinschaft Evangelischer Kirchen in Europa und steht durch das Porvoo-Abkommen in Kirchengemeinschaft mit der Church of England sowie anderen anglikanischen und lutherischen Kirchen. Dies ermöglicht einen gegenseitigen Austausch von Geistlichen. Die Ordination von Frauen wird seit 1947 praktiziert.